# Scutigera tonsoris
Scutigera tonsoris är en mångfotingart som beskrevs av Würmli 1977. Scutigera tonsoris ingår i släktet Scutigera och familjen spindelfotingar.
Artens utbredningsområde är:
- Algeriet.
- Spanien.
- Tunisien.

Inga underarter finns listade i Catalogue of Life.